# Ceratina haladai
Ceratina haladai är en biart som beskrevs av Terzo och Rasmont 2004. Ceratina haladai ingår i släktet märgbin, och familjen långtungebin. Inga underarter finns listade i Catalogue of Life.